# Вілланова-Канавезе
Вілланова-Канавезе (італ. Villanova Canavese, п'єм. Vilaneuva Canavèis) — муніципалітет в Італії, у регіоні П'ємонт,  метрополійне місто Турин.
Вілланова-Канавезе розташована на відстані близько 550 км на північний захід від Рима, 24 км на північний захід від Турина.
Населення — 1194 особи (2014).
Покровитель — San Massimo.

## Демографія
Населення за роками:

Станом на 1 січня 2023 року в муніципалітеті офіційно проживало 49 іноземців з 16 країн, серед них 21 громадянин країн Євросоюзу та 1 громадянин України.

## Сусідні муніципалітети
- Кафассе
- Ф'яно
- Гроссо
- Маті
- Ноле